# Daewoo Lanos
Der Daewoo Lanos ist ein Modell der koreanischen Automarke GM Daewoo. Der Daewoo Lanos wurde unter anderem auch in Polen ab 1997 bei der FSO unter Lizenz von Daewoo gebaut und ab Anfang 2004 als FSO Lanos verkauft, bis die Produktion Ende 2008 eingestellt wurde. 

## Geschichte
Er wurde Mitte 1997 als Nachfolger des Nexia eingeführt. Ab Produktionsstart gab es ihn als Fließheck mit drei oder fünf Türen sowie als viertüriges Stufenheck. 

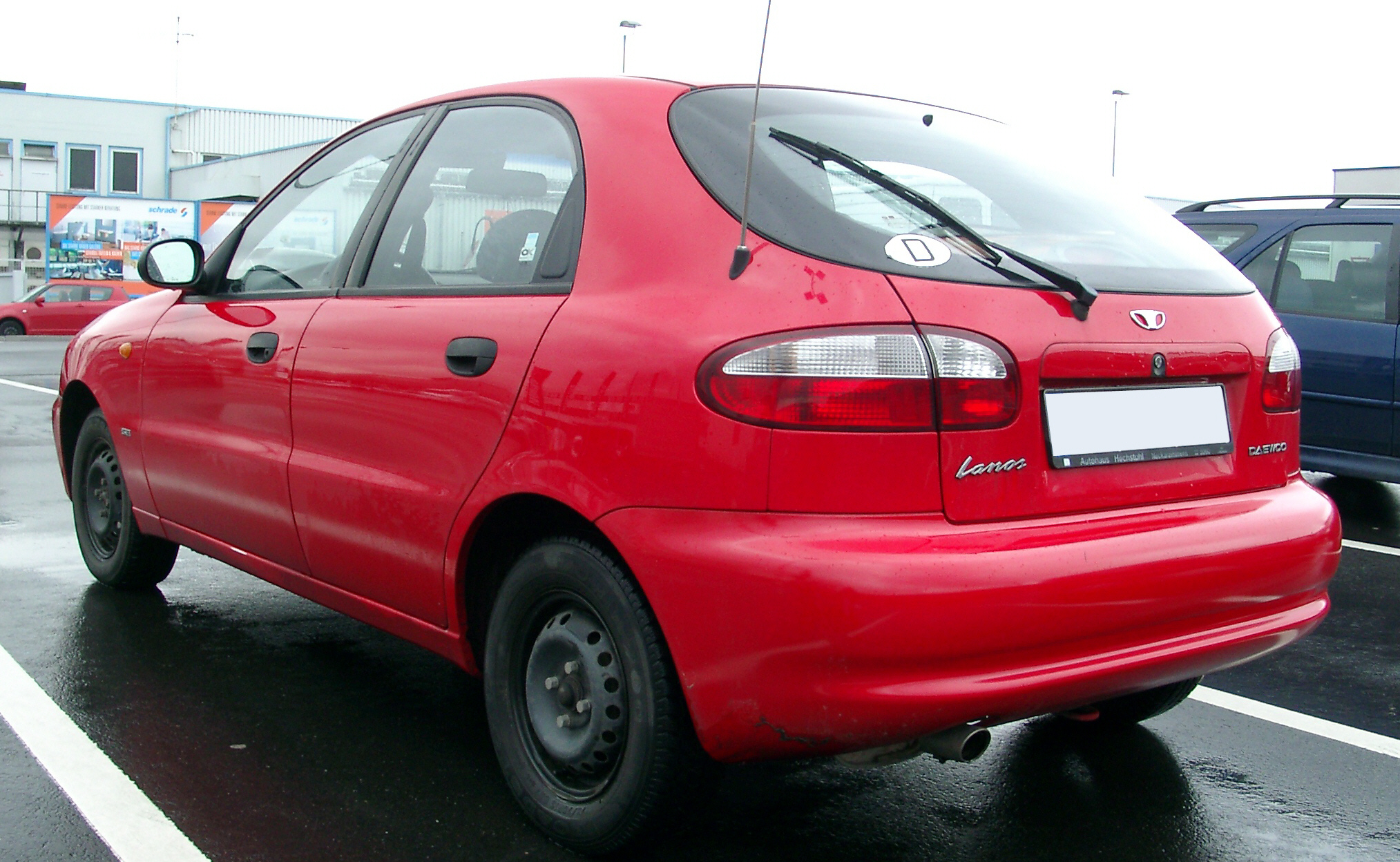
Heckansicht
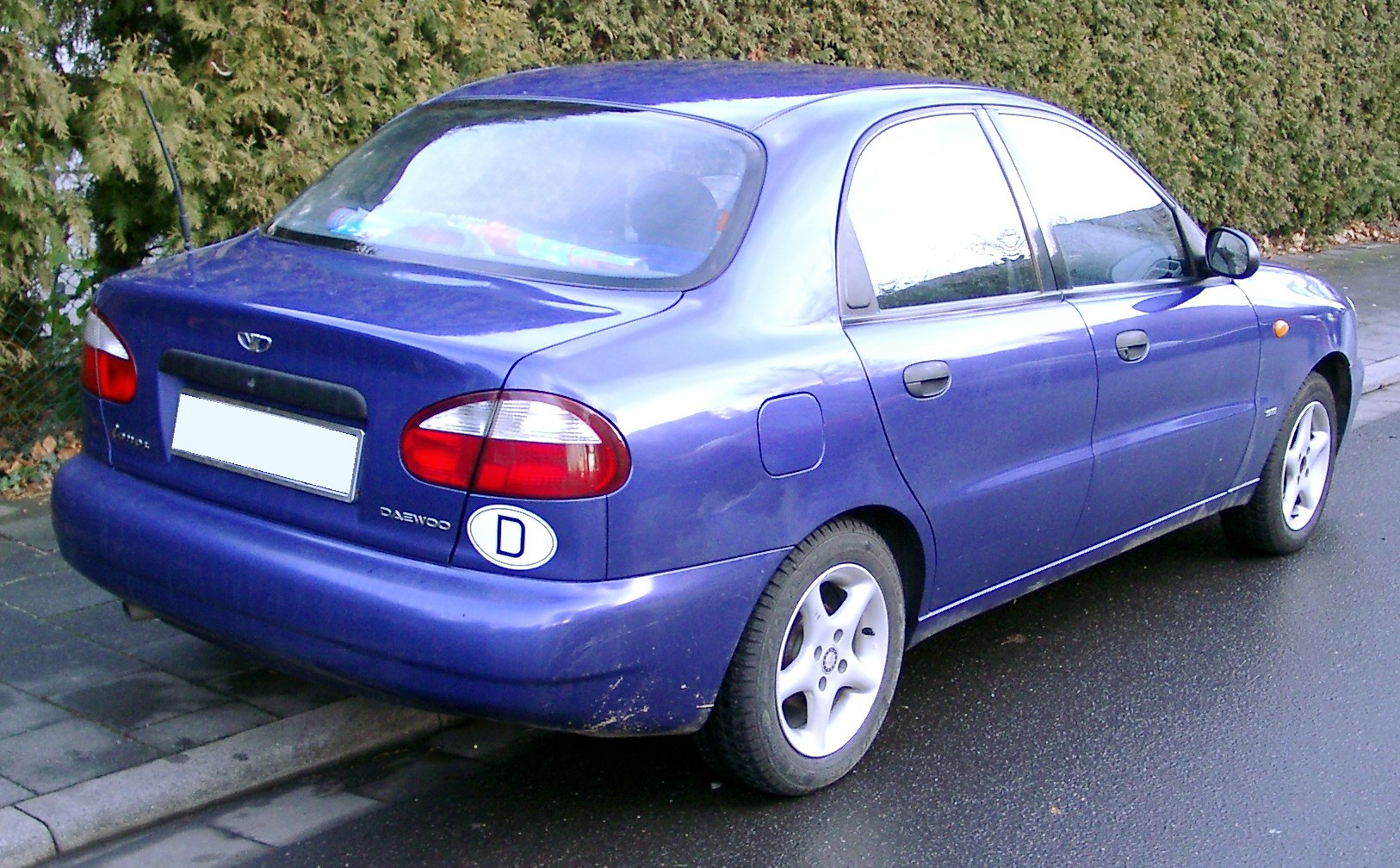
Daewoo Lanos Stufenheck (1997–2000)

Im Spätherbst 2000 erhielt die Baureihe ein Facelift, welches u. a. andere Rückleuchten, neue Türverkleidungen, ABS für alle Modelle serienmäßig sowie eine bessere Geräuschdämmung beinhaltete. Des Weiteren kam die Ausstattungsvariante SE plus hinzu. Außerdem bekamen alle Modelle die Euro 3 Norm.
Anfang 2004 wurde er durch den Daewoo Lacetti ersetzt. Der Daewoo Lanos wurde noch bis 2020 in Ägypten hergestellt. Produzent dort ist die General Motors Egypt.

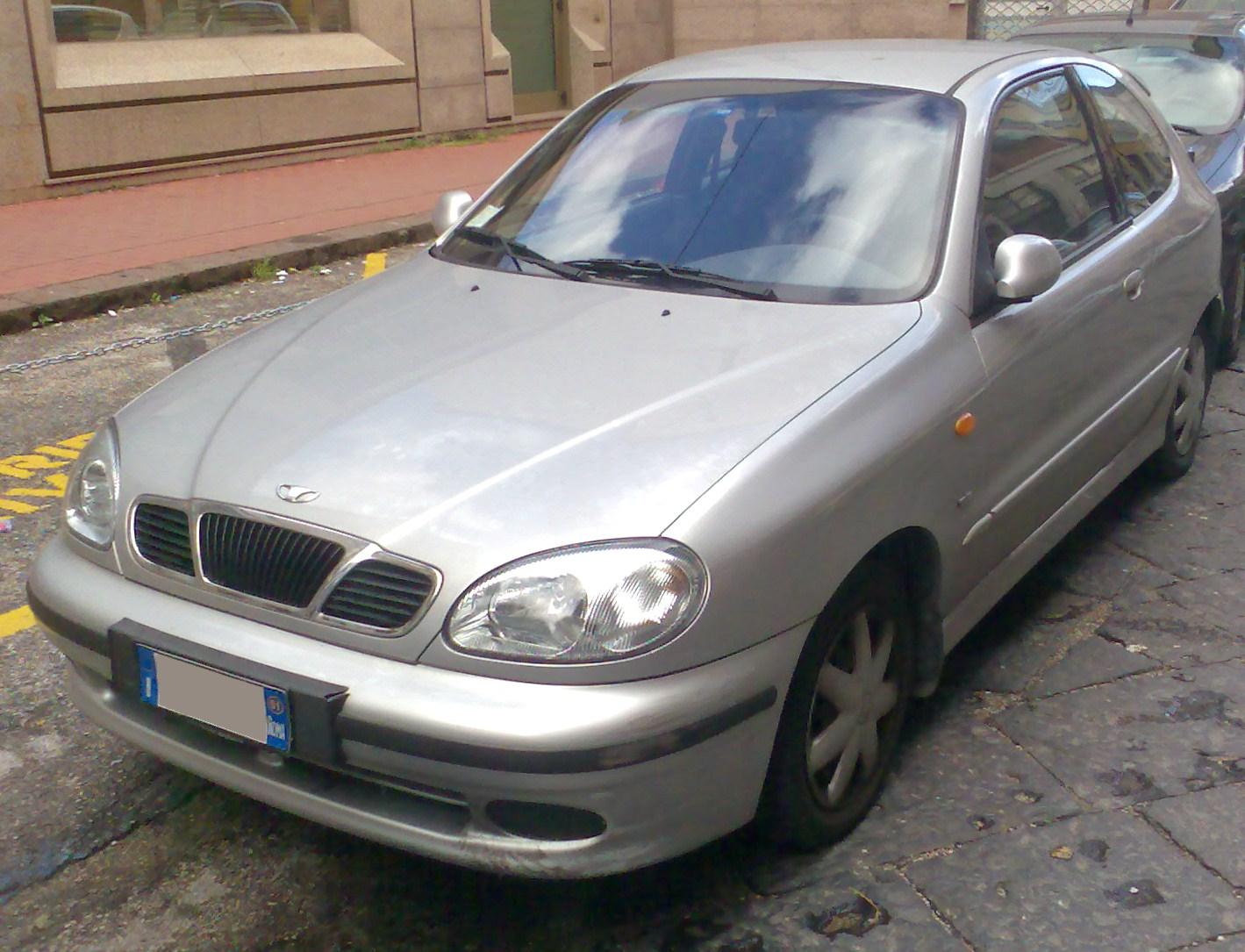
Daewoo Lanos Dreitürer (2000–2004)
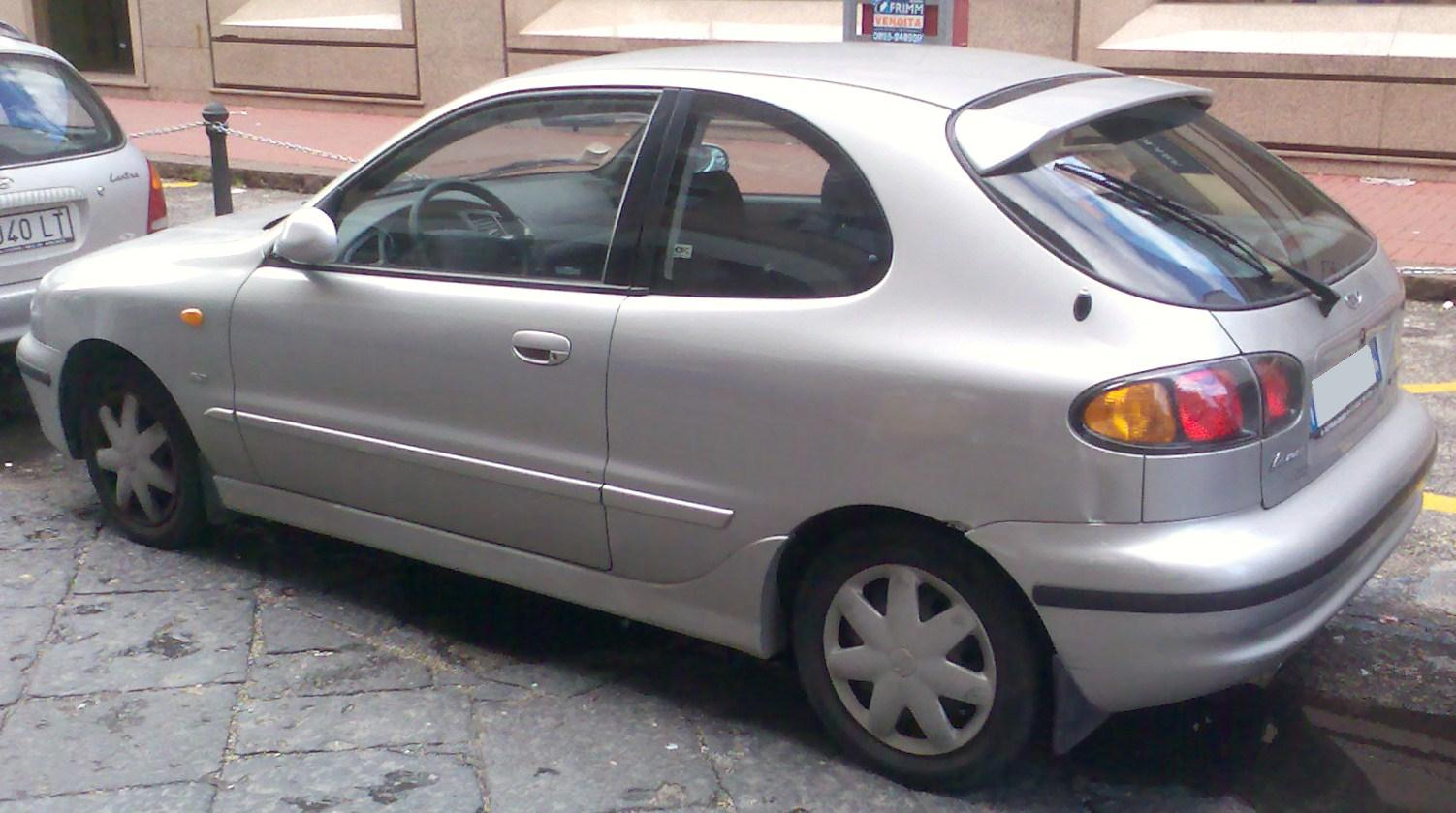
Heckansicht
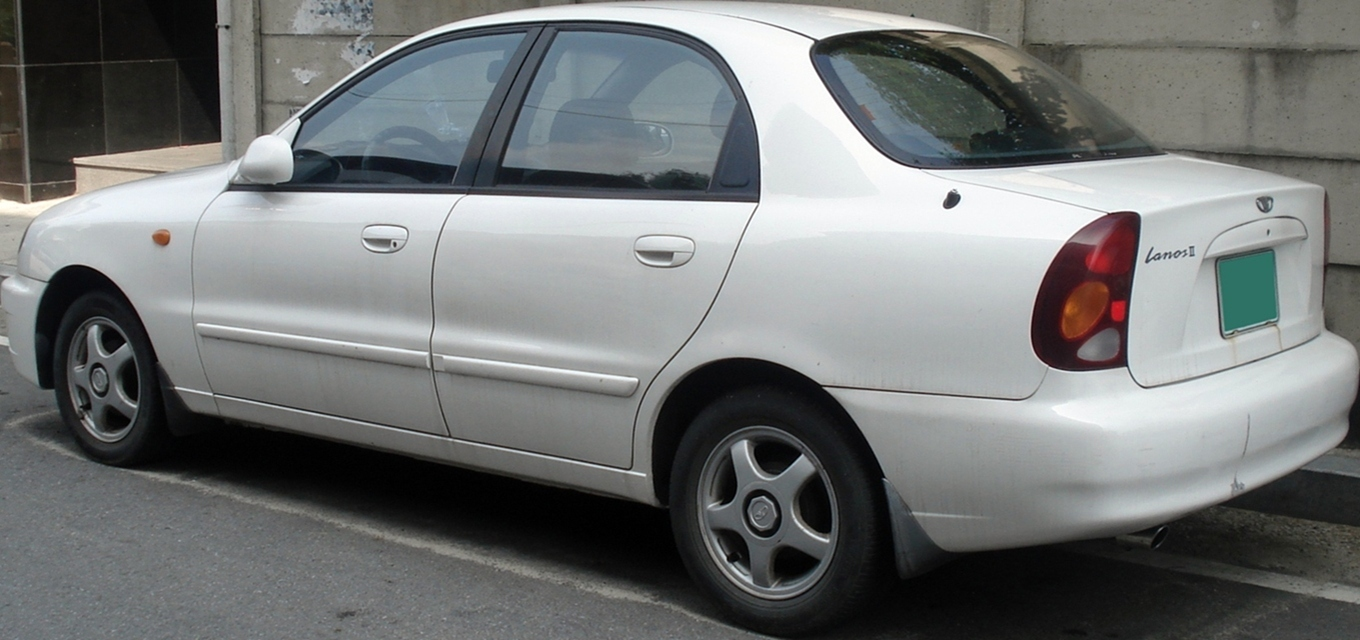
Daewoo Lanos Stufenheck (2000–2004)
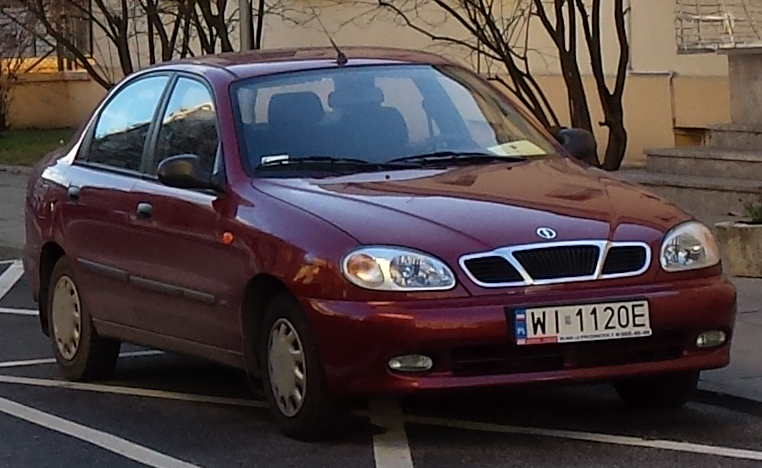
FSO Lanos (2004–2008)

## Ausstattungslinien der deutschen Version
Die Modellreihe Lanos war in Deutschland in drei verschiedenen Varianten erhältlich:
- SE: Standardausstattung
- SE plus (ab Herbst 2000): erweiterte Ausstattung
- SX: gehobene Ausstattung

## Motorenangebot der deutschen Version
- 1,4 8V SOHC 55 kW (75 PS)
- 1,5 8V SOHC 63 kW (86 PS)
- 1,6 16V DOHC 78 kW (106 PS)

## Sondermodelle
- Lanos Hurricane: mit 1,6l-Motor, Spoilerpaket, tiefergelegt, 14" Leichtmetallräder
- Lanos Cool Edition: serienmäßig mit Klimaanlage

## Im Ausland
Bei dem 1999 gegründeten russischen Daewoo-Ableger Doninwest wurde der Lanos als Doninwest Asso vermarktet. Inzwischen existiert zwar die Marke Doninwest nicht mehr, jedoch wird der Lanos in leicht modifizierter Form noch heute als Chevrolet Lanos in Russland verkauft.